# بيرسي باريس
بيرسي باريس (بالإنجليزية: Percy Reginald Paris)‏ هو كاتب نيوزلندي، ولد في 22 يونيو 1882، وتوفي في 29 مارس 1942.